# Animetal
Animetal Fue una banda japonesa que reproducía canciones (versiones) de canciones de anime al estilo metal. Su primer trabajo lo publicaron en 1997 y se tituló "Animetal Marathon I", un álbum sin cortes entre una canción y otra, un detalle que han conservado en casi todos sus discos. Hasta este año (2007) han publicado un total de 7 discos con el nombre Marathon cambiando el número del final (I, II, III, IV) y otro que le añadieron la palabra lady ya que, en muchos de los dibujos animados, la música la canta una mujer. La cantante femenina se llama Mie.
Tienen un total de 11 discos como Animetal, 4 como Animetal Lady y 4 DVD

## Biografía
En 1995 a.c durante una conversación entre los productores Yoshio Nomura y Yorisama Hisatake (quien después sería el productor de Animetal) nació la siguiente idea: "¿Por qué no mezclar canciones de animé y metal?". De esta manera, nació el concepto de Animetal.
En octubre, el vocalista Eizo Sakamoto (ex-ANTHEM) lanzó el primer single de ANIMETAL, "ANIMETAL", bajo el sello Fun House.
Al comienzo, se creía que el CD sería popular sólo entre los fanáticos de las canciones de animé, sin embargo, se vendieron más de 5000 copias rápidamente.
En 1997, el grupo tuvo su debut con Sony Music y en su formación había famosos integrantes: She-Ja (ex-GARGOYLE) en la guitarra, TAKE-SHIT (COCOBAT) en el bajo, KATSUJI (GARGOYLE en la batería y Eizo Sakamoto permaneció como vocalista. El grupo grabó su segundo single: "This is Animetal".
El álbum siguiente salió con otra formación, que permanecería por un par de años: Eizo Sakamoto como vocalista, She-JA en la guitarra y MASAKI (ex-JACKS'N JOKER) en el bajo. También por algún tiempo estuvo Yasuhiro Umezawa (ex-REACTION, ex-JACKS'N JOKER) en la batería.
En marzo salió el primer álbum del grupo, "Animetal Marathon", que alcanzó el 9º lugar de los rankings Oricon y vendió más de 300.000 copias. En mayo, el grupo evolucionó con el ingreso de Mie (ex-Pink Lady) como vocalista femenina y el lanzamiento del sencillo "Animetal Lady".
En diciembre, grabaron la canción "towa no mirai", su primera canción original, y que después fue el ending del exitoso animé Rurouni Kenshin.
En 1998, el fenómeno Animetal rompió las fronteras de Japón al lanzar "This is Japametal Marathon" en 7 países de Asia Oriental, incluyendo Taiwán, China y Singapur.
En 1999, después de haber realizado 150 versiones, el grupo decide realizar una pausa y tuvieron su "último concierto" el 31 de julio de 1999.
Pero en 1999, aun cuando los integrantes tenían proyectos paralelos, (Eizo volvió a ANTHEM después de su reunión y Masaki hizo un grupo llamado CANTA...) decidieron volver para un concierto llamado Animetal ALIVE 2001, seguido por el lanzamiento del "Animetal Marathon IV" a través del sello Avex. Sin embargo, a pesar del éxito de su regreso, She-Ja abandonó al grupo en 2002.
Syu, un joven genio de la guitarra, conocido como uno de los mejores guitarrista de la escena musical japonesa e integrante de los grupos GALNERYUS y AUSHVITZ se unió a Animetal en 2003. Grabaron el quinto Animetal Marathon que incluyó canciones de famosos animés como Saint Seiya y Evangelion.
En 2006, Animetal realizó un concierto de despedida en París, y actualmente están nuevamente en pausa para poder concentrarse en sus proyectos paralelos.
Después estuvieron colaborando en México con BLC produccions, un productor que tiene varios grupos de música anime y electro-pop.

## Miembros
- Eizo Sakamoto: Voz
- Syu: Guitarra
- Masaki: Bajo

## Antiguos miembros
- She-Ja: Guitarra
- Mie: Voz

## Discografía

### Albums
- Animetal Marathon (アニメタル・マラソン Animetaru Marason?)
- Animetal Marathon II: Tokusatsu Collection (アニメタル・マラソンⅡ ～特撮編～ Animetaru Marason Tsū ~Tokusatsu Hen~?)
- This is Japanimetal Marathon (Asia-only release)
- Best of Animetal (アニメタルのベスト Animetaru no Besuto?)
- Animetal Marathon III: Tsuburaya Productions Collection (アニメタル・マラソンⅢ ～円谷プロ編～ Animetaru Marason Surī ~Tsuburaya Puro Hen~?)
- Complete First Live
- Complete Last Live
- Animetal Marathon IV (アニメタル・マラソンⅣ Animetaru Marason Fō?)
- Animetal Marathon V (アニメタル・マラソンⅤ Animetaru Marason Faibu?)
- Animetal Marathon VI (アニメタル・マラソンⅥ Animetaru Marason Shikkusu?)
- Animetal Marathon VII: Fight! The Metal Heroes (アニメタル・マラソンⅦ ～戦え!メタル・ヒーロー～ Animetaru Marason Sebun ~Tatakae! Metaru Hīrō?)
- Decade of Bravehearts

### Singles
- "Animetal" (アニメタル Animetaru?)
- "This Is Animetal"
- "Let's Go With Tokusatsu!" (特撮でいこう！ Tokusatsu de Ikō!?)
- "Animetal Summer" (アニメタル・サマー Animetaru Samā?)
- "Sentimetal" (センチメタル Senchimetaru?)
- "Meeting the Old Enemy" (宿敵見参！ Shukuteki Kenzan!?) from Rurouni Kenshin: Requiem for the Ishin Shishi
- "The Ten Swords" (The 十本刀 The Jūppon Gatana?) from Rurouni Kenshin: Requiem for the Ishin Shishi
- "Eternal Future" (永遠の未来 Towa no Mirai?) ending theme of Rurouni Kenshin: Requiem for the Ishin Shishi
- "Proof of Courage" (勇気の証 Yūki no Akashi?)
- "THE ANIMETAL ～RE-BIRTH HEROES～"
- "For The Bravehearts Only!"

### Animetal Lady
- Animetal Lady has Arrived! (アニメタル・レディー参上！ Animetaru Redī Sanjō!?)
- Animetal Lady has been Found! (アニメタル・レディー見参！ Animetaru Redī Kenzan!?)
- Animetal Lady Marathon (アニメタル・レディー・マラソン Animetaru Redī Marason?)
- Animetal Lady Marathon II (アニメタル・レディー・マラソンⅡ Animetaru Redī Marason Tsū?)